# L'apache
L'Apache è un film muto del 1919 diretto da Joseph De Grasse. È conosciuto anche con il titolo alternativo Apache.

## Trama
Jean Bourget è il brutale capo di una gang di Apache, i malavitosi che vivono nei quartieri malfamati di Parigi. Costretta da Bourget, l'americana Natalie è stata costretta a sposarlo. Ora, insieme a lui, si esibisce in un cabaret in una danza apache cui assiste Harrison Forbes insieme a Helen Armstrong, la sua amante. I due notano un'impressionante somiglianza tra Helen e la danzatrice. Natalie si vergogna così tanto della sua condizione attuale che non vuole neanche affrontare il nonno, arrivato in visita dagli Stati Uniti. Accetta la proposta di sostituire Helen. Quest'ultima si suicida, annegandosi e, la stessa notte, l'apache Jean Bourget deruba e uccide Forbes.
Il professor Armstrong presenta Natalie, sotto i panni di Helen, a Otis Mayne. La felicità dei due, che si sono innamorati, viene sconvolta quando la ragazza è arrestata, accusata dell'omicidio di Forbes. Ma, mentre si sta svolgendo il processo contro di lei, la polizia spara a Bourget che, prima di morire, confessa di essere lui il colpevole. Riconosciuta la sua innocenza, Natalie è libera di abbracciare Otis.

## Produzione
Il film fu prodotto dalla Thomas H. Ince Corporation.

## Distribuzione
Distribuito dalla Paramount Pictures (con il nome Famous Players-Lasky Corporation, "A Thomas H. Ince Production; Paramount-Artcraft Pictures"), uscì nelle sale cinematografiche USA il 2 novembre 1919.